# Reinhard Haschen
Reinhard Julius Haschen (* 1. März 1920 in Stendal; † 7. Juli 2010) war ein deutscher Mediziner, Biochemiker und Hochschullehrer an der Martin-Luther-Universität Halle-Wittenberg.

## Leben
Haschen studierte ab 1940 in Göttingen und Rostock Medizin, promovierte 1947 in Halle bei Rudolf Cobet und erhielt dort seine Facharztausbildung in Innerer Medizin.  Es folgte eine Facharztausbildung in Physiologischer Chemie bei Horst Hanson in Halle mit der Habilitation 1960 mit einer Arbeit über Exopeptidasen im Serum des Menschen. Er war Laborleiter an der 2. Medizinischen Klinik in Halle, wurde 1965 außerordentlicher Professor und ab 1969 Professor für Biochemie in Halle. 1985 wurde er emeritiert. Er arbeitete danach noch mehrere Jahre im Labor des mit ihm befreundeten Detlef Laue in Köln.
Er trug dazu bei, die Labormedizin als unabhängiges Fachgebiet in der DDR zu etablieren und entwickelte an seinem Institut klinisch-chemische Verfahren der Diagnostik einschließlich Ansätzen zur Automatisierung. Sein Forschungsschwerpunkt war klinische Enzymologie. Er untersuchte Alanin-Aminopeptidasen und Dipeptidhydrolasen, Membran- und Organellenenzyme (Konzept der Membranenzyme 1970/71), untersuchte die Freisetzung von Enzymen in Zellen und schrieb mehrere Monographien (Pathobiochemie der Leber, Enzymdiagnostik).
Er war Ehrenmitglied der deutschen, tschechischen und polnischen Gesellschaften für Klinische Chemie und Mitglied der Leopoldina (1975).
Er war in seiner Freizeit ein versierter Pianist, der auch Klavierabende im Händel-Haus in Halle gab und ein Buch über Franz Liszt schrieb.

## Schriften
- Das Enzymlabor, in R. Emmrich,  Arbeitsmethoden der inneren Medizin und ihr verwandter Gebiete : ein Handbuch für Klinik und Praxis, Band 5, 1969
- Enzymdiagnostik, Stuttgart: Fischer 1970
- mit Dieter W. Scheuch: Abriß der pathologischen Biochemie, Jena: G. Fischer 1978, 2. Auflage 1980
- Herausgeber:  Pathobiochemie : Perspektiven und Entwicklungstendenzen für die klinische Chemie und Laboratoriumsdiagnostik, Verlag Volk und Wissen 1978
- Pathobiochemie der Leber 1981
- Franz Liszt oder die Überwindung der Romantik durch das Experiment, Henschelverlag 1989